# Мирчо Разбойников
Мирчо Христов Разбойников е деец на Българската комунистическа партия, партизанин, а след Деветосептемврийския преврат офицер, полковник.

## Биография
Роден е през 1918 г. в петричкото село Чучулигово в семейството на Христо Разбойников. През 1936 г. става член на Работническия младежки съюз, а три години по-късно в 1939 г. на БКП. През това време е член на Околийския комитет на РМС в Петрич. От 1942 г. е секретар на комитета. Между 1942 и 1944 г. е член и секретар на Околийския комитет на БКП в Петрич. През 1944 г. става партизанин и командир на Партизанския отряд „Антон Попов“. Бил е помощник-командир на VI граничен участък.
Между 1944 и 1950 г. служи в Българската народна армия и достига чин полковник. В периода 1956 – 1959 г. учи във Висшата партийна школа при ЦК на БКП. От 1959 до 1971 г. работи в Комитета по култура. Работил е в Националния съвет на Отечествения фронт и във Върховния читалищен съвет.
Баща е на лекаря Христо Мирчев Разбойников (? - 2022).